# Noches de Bohemia
Noches de Bohemia es el título de una canción del grupo español Navajita Plateá, publicada en 1998.

## Descripción
Se trata de una balada romántica, de género fusión flamenco-rock, con la particularidad de contar con un estribillo más suave que la estrofa. Su letra versa sobre el desamor, el dolor provocado por una ruptura amorosa, la evocación de ser querido y la imposibilidad de olvidarlo.
La canción fue un gran éxito en su momento, el más importante en la carrera musical de sus intérpretes, y llegó a alcanzar el puesto número 4 en la lista de los sencillos más vendidos en España la semana del 24 de febrero de 1999.

## Versiones
El tema ha sido versionado por Sara Baras en el programa de La 1 de TVE Telepasión emitido el 24 de diciembre de 1998, por Nuria Fergó y Manu Tenorio en el talent show Operación Triunfo (2001), la banda Mägo de Oz en el recopilatorio The Best Oz (2006), y por Alba Molina en 2023.

## Premios
- Premio de la Música a la Mejor Canción, 1999.